# Famalicão (Nazaré)
Famalicão é uma povoação portuguesa sede da Freguesia de Famalicão do Município da Nazaré, freguesia com 21,44 km² de área e 1664 habitantes (censo de 2021), tendo, por isso, uma densidade populacional de 77,6 hab./km².
Até ao século XVIII, Famalicão estava dividido em Famalicão de Baixo e Famalicão de Cima. O primeiro pertencia a Alfeizerão e o segundo à Pederneira.
Foram os habitantes das Paredes da Vitória que se instalaram inicialmente em Famalicão, mais propriamente na parte superior da estrada da divisória da aldeia (mais longe das doenças que na altura surgiram na Cela). Estes habitantes vindos das Paredes trouxeram consigo o culto de Nossa Senhora da Vitória. Isto veio formar rivalidades entre os novos povos e os antigos, ligados a Alfeizeirão. O resultado desta luta de rivalidades foi a "vitória" de Famalicão de Cima. A partir desta altura a povoação de Famalicão reuniu-se no culto comum a Nossa Senhora da Vitória.
O feriado local celebra-se no segundo domingo de agosto.

## Demografia
Nota: Nos anos de 1864 a 1890 pertencia ao concelho de Alcobaça. Por decreto de 22/06/1898 foi restaurado o concelho de Pederneira (atualmente Nazaré), de que esta freguesia passou a fazer parte.
A população registada nos censos foi:
| Distribuição da População por Grupos Etários | Distribuição da População por Grupos Etários | Distribuição da População por Grupos Etários | Distribuição da População por Grupos Etários | Distribuição da População por Grupos Etários |
| -------------------------------------------- | -------------------------------------------- | -------------------------------------------- | -------------------------------------------- | -------------------------------------------- |
| Ano                                          | 0-14 Anos                                    | 15-24 Anos                                   | 25-64 Anos                                   | > 65 Anos                                    |
| 2001                                         | 230                                          | 210                                          | 876                                          | 356                                          |
| 2011                                         | 254                                          | 164                                          | 920                                          | 402                                          |
| 2021                                         | 216                                          | 144                                          | 855                                          | 449                                          |

## Património
- Igreja de São Gião
- Jazida das Pedreiras
- Torre de D. Framondo
- Igreja Paroquial de Nossa Senhora da Victória

## Lugares
A beleza selvagem da Serra da Pescaria e da Praia do Salgado é o cenário privilegiado para a prática de desportos de natureza e de ar livre, com especial destaque para o parapente, que se pratica na freguesia.
Outros lugares da freguesia de Famalicão são os seguintes: Casais de Baixo, Casal Mota, Famalicão, Macarca, Mata da Torre, Quinta Nova, Raposos, Rebolo, Salgado, São Gião, Vale Formoso.